# Сільцівська сільська рада (Підгаєцький район)
Сільці́вська сільська́ ра́да — адміністративно-територіальна одиниця та орган місцевого самоврядування в Підгаєцькому районі Тернопільської області. Адміністративний центр — село Сільце.

## Загальні відомості
- Територія ради: 17,679 км²
- Населення ради: 1 194 особи (станом на 2001 рік)
- Територією ради протікає річка Коропець

## Населені пункти
Сільській раді підпорядковані населені пункти:
- с. Сільце

## Населення
За переписом населення України 2001 року в сільській раді мешкало 1190 осіб.

### Мова
Розподіл населення за рідною мовою за даними перепису 2001 року:
| Мова       | Відсоток |
| ---------- | -------- |
| українська | 99,92 %  |
| російська  | 0,08 %   |

## Склад ради
Рада складається з 16 депутатів та голови.
- Голова ради: Ригайло Іван Гілярович
- Секретар ради: Куцибала Ірина Дмитрівна

### Керівний склад попередніх скликань
| Прізвище, ім'я, по батькові | Основні відомості                                                                              | Дата обрання | Дата звільнення |
| --------------------------- | ---------------------------------------------------------------------------------------------- | ------------ | --------------- |
| Ригайло Іван Гілярович      | Сільський голова, 1959 року народження, освіта середня спеціальна, член Народного Руху України | 26.03.2006   | 31.10.2010      |
| Ригайло Іван Гілярович      | Сільський голова, 1959 року народження, освіта середня спеціальна, член Народного Руху України | 31.10.2010   |                 |

Примітка: таблиця складена за даними сайту Верховної Ради України

### Депутати
За результатами місцевих виборів 2010 року депутатами ради стали:

#### За суб'єктами висування
| Суб'єкт висування                                  | Кількість обраних депутатів | %    |
| -------------------------------------------------- | --------------------------- | ---- |
| Самовисування                                      | 14                          | 87,5 |
| Політична партія Конгрес Українських Націоналістів | 2                           | 12,5 |

#### За округами
| № округу                                           | Прізвище, ім'я, по батькові    | Дата визнання обраним | Освіта             | Партійна приналежність | Відомості про обраного депутата                       |
| -------------------------------------------------- | ------------------------------ | --------------------- | ------------------ | ---------------------- | ----------------------------------------------------- |
| Політична партія Конгрес Українських Націоналістів |                                |                       |                    |                        |                                                       |
| 9                                                  | Гайва Роман Ярославович        | 05.11.2010            | вища               | позапартійний          | ТзОВ Сільцівське, ветлікар                            |
| 12                                                 | Сурмей Григорій Дмитрович      | 05.11.2010            | середня спеціальна | позапартійний          | тимчасово не працює                                   |
| Самовисування                                      |                                |                       |                    |                        |                                                       |
| 1                                                  | Колодницький Іван Петрович     | 05.11.2010            | середня спеціальна | позапартійний          | тимчасово не працює                                   |
| 2                                                  | Колодницький Григорій Стахович | 05.11.2010            | середня спеціальна | позапартійний          | Філія «Райавтодор», водій                             |
| 3                                                  | Придатко Володимир Степанович  | 05.11.2010            | вища               | позапартійний          | тимчасово не працює                                   |
| 4                                                  | Домітрак Андрій Йосипович      | 05.11.2010            | середня спеціальна | позапартійний          | Терноп.станція швидкої допомоги, фельдшер             |
| 5                                                  | Голуб Іван Васильович          | 05.11.2010            | середня спеціальна | позапартійний          | тимчасово не працює                                   |
| 6                                                  | Сулятицький Роман Михайлович   | 05.11.2010            | середня спеціальна | позапартійний          | тимчасово не працює                                   |
| 7                                                  | Корпан Зіновій Миколайович     | 05.11.2010            | вища               | позапартійний          | Терноп.обєдн."Облриба", економіст                     |
| 8                                                  | Гринтик Михайло Богданович     | 05.11.2010            | середня спеціальна | позапартійний          | Бронгалівська загальноосвітня школа І-ІІ ст., вчитель |
| 10                                                 | Куцибала Ірина Дмитрівна       | 05.11.2010            | середня спеціальна | позапартійна           | Сільцівська сільська рада, секретар                   |
| 11                                                 | Мороз Ігор Володимирович       | 05.11.2010            | вища               | позапартійний          | МР ТОВ"Ельдорадо", продавець-консультант              |
| 13                                                 | Ригайло Тарас Васильович       | 05.11.2010            | середня спеціальна | позапартійний          | тимчасово не працює                                   |
| 14                                                 | Жилич Олександр Ярославович    | 05.11.2010            | незакінчена вища   | позапартійний          | тимчасово не працює                                   |
| 15                                                 | Борис Іванна Михайлівна        | 05.11.2010            | середня спеціальна | позапартійна           | МПП"Подолянка", продавець                             |
| 16                                                 | Шпурко Роман Ярославович       | 05.11.2010            | середня спеціальна | позапартійний          | МР ТОВ"Авангард", тракторист                          |